# پرچم دربی‌شر
پرچم دربی‌شر در ۳ فوریه ۲۰۰۶ پذیرفته شد.